# Bon-Joseph Dacier
Bon-Joseph Dacier (ur. 1 kwietnia 1742 w Valognes, zm. 4 lutego 1833 w Paryżu) (fr. Bon-Joseph, baron Dacier) – francuski filolog, literat, erudyta.

## Życiorys
Urodził się w normandzkim Valognes jako syn Pierre’a Daciera i Marguerite Ducellier. Przeznaczony przez rodzinę do kariery duchownej, uczęszczał najpierw do kolegium w rodzinnej miejscowości, a następnie uzyskał stypendium na naukę w paryskim Collège d’Harcourt, gdzie po krótkim studium teologii poświęcił się głównie studiom filologicznym. W 1772 wydał przekład dzieła Varia historia Klaudiusza Eliana, który zapewnił mu członkostwo korespondencyjne Akademii Inskrypcji i Literatury (Académie des inscriptions et belles-lettres). W roku 1782 został jej prezydentem i dożywotnim sekretarzem, a w 1784 Ludwik XVI mianował go oficjalnym historiografem Połączonych Zakonów św. Łazarza z Jerozolimy i Najświętszej Marii Panny z Góry Karmel, których był członkiem. W 1777 wydał przekład Cyropedii Ksenofonta.
W 1790 został urzędnikiem miejskim w Paryża, zajmując się m.in. podatkami, odmówił jednak, kiedy Ludwik XVI zaproponował mu w tym samym roku zostanie ministrem finansów. W następnych latach wycofał się na wieś, do polityki powrócił w 1799, zostając członkiem Trybunatu. W 1800 został kustoszem rękopisów w Bibliotece Narodowej Francji oraz członkiem Francuskiej Akademii Nauk Moralnych i Politycznych (l'Académie des Sciences morales et politiques). W latach 1806–1829 pełnił funkcję dyrektora ("président du Conservatoire") Biblioteki Narodowej (wówczas odpowiednio Biblioteki Cesarskiej, do 1814, i Królewskiej, od 1815). W 1810 opublikował Rapport sur le progrès qu'ont fait depuis 1789 l'histoire et la littérature.
16 grudnia 1810 mianowany kawalerem Cesarstwa, 29 maja 1830 otrzymał tytuł barona. W 1822 wybrany do Akademii Francuskiej. W 1819 został kawalerem Wstęgi Orderu św. Michała.
W 1822 Jean-François Champollion zaadresował do niego słynny "List do Pana Dacier dotyczący alfabetu hieroglifów fonetycznych" (Lettre à M. Dacier relative à l'alphabet des hiéroglyphes phonétiques), w którym wyjaśniał sposób, w jaki rozszyfrował egipskie hieroglify.
Żonaty z Marie Marguerite Olympe Fédière (zm. 1806), z którą miał trójkę dzieci: Antoinette Bonne Olympe (1770-1838), Bon Edme Etienne (1776-1850), Etienette Jeanne Marguerite.